# Ceratophyllus igii
Ceratophyllus igii är en loppart som beskrevs av Darskaya et Shiranovich 1971. Ceratophyllus igii ingår i släktet Ceratophyllus och familjen fågelloppor. Inga underarter finns listade i Catalogue of Life.